# Yura Yunita
Yura Yunita, właśc. Yunita Rachman (ur. 9 czerwca 1991 w Bandungu) – indonezyjska piosenkarka.
Urodziła się w rodzinie o tradycjach muzycznych. Jako dziecko zainteresowała się grą na fortepianie i śpiewem. Ukończyła studia na Wydziale Komunikacji Uniwersytetu Padjadjaran w Bandungu.
Jej pierwszy album pt. Yura okazał się sukcesem i został zaliczony do sześciu najlepszych albumów indonezyjskich (przez magazyn „Rolling Stone Indonesia”). W 2014 r. znalazła się wśród czterech kandydatek na najlepszą wokalistkę magazynu HAI.

## Dyskografia
- 2014: Yura

Single
- 2014: „Balada Sirkus”
- 2014: „Cinta dan Rahasia” feat Glenn Fredly
- 2015: „Berawal dari Tatap”
- 2016: „Kasih Jangan Kau Pergi”
- 2016: „Intuisi”
- 2017: „Buktikan”